# Disparoneura ramajana
Disparoneura ramajana är en trollsländeart som beskrevs av Maurits Anne Lieftinck 1971. Disparoneura ramajana ingår i släktet Disparoneura och familjen Protoneuridae. IUCN kategoriserar arten globalt som akut hotad. Inga underarter finns listade i Catalogue of Life.